# 内田裕也
内田 裕也（うちだ ゆうや、1939年〈昭和14年〉11月17日 - 2019年〈平成31年〉3月17日）は、日本のミュージシャン、ロック歌手。俳優、プロモーター、タレント・スカウト、音楽プロデューサー、エンターテイナー、政治活動家。本名：内田 雄也（読み同じ）。兵庫県出身。身長174cm。血液型はB型。
兵庫県西宮市に生まれ、1959年に日劇ウエスタンカーニバルで本格的にデビュー。内田裕也とザ・フラワーズ、フラワー・トラベリン・バンドでのロッカーとしての活動のほか、1970年代後半からは俳優としても活動した。映画の代表作に『コミック雑誌なんかいらない!』『エロティックな関係』『水のないプール』『十階のモスキート』『魚からダイオキシン!!』などがある。若松孝二監督や神代辰巳監督の作品にも出演した。口癖は「ロックンロール」（Rock'n Roll）。
妻は俳優の樹木希林。娘は内田也哉子。内田也哉子と結婚した本木雅弘は娘婿に当たる。

## 経歴・人物
父・鐵蔵（1969年12月28日 81歳没）、母・壽子（1985年1月29日 88歳没）の間に兵庫県西宮市に生まれ、大阪府堺市で育つ。母が40歳過ぎて産まれた子供で、兄に殴られているときも庇ってくれたのは母だけで、マザコンがあると思うと話している。堺市立大美野小学校〜堺市立三国丘中学校入学（1952年）。中学二年の時、清教学園中学校に転入（一期生）、翌1953年、大阪市立旭陽中学校へ転入。1955年、大阪府立旭高等学校へ入学。少年時代は発明に凝るなど、真面目で勉強熱心なタイプで、清教学園中学時には生徒会副会長を務める。中学ではラグビー部、高校では野球部に所属。しかし、エルヴィス・プレスリーに憧れたことで学校に行かなくなり、旭高等学校を退学して1956年、大阪府立三国丘高等学校に転校する。1957年、高校卒業後、日本大学法学部の夜学を中退。
プロ野球は阪神タイガースファンである。
バンドボーイとして音楽生活を開始し、間もなく佐川ミツオ（現・佐川満男）とともにバンドボーイ兼ボーカルとしてロカビリー・バンドのブルー・キャップスを結成する。
1958年、19歳のとき、自身がバンドマスターのブルージーン・バップスを結成。メンバーには美川鯛二（現・中村泰士）、北原謙二などがいた。
1959年、大手芸能事務所である渡辺プロダクションに所属し、同年に日劇ウエスタンカーニバルへ初出場する。
1960年、かまやつひろしなどとサンダーバードへ参加するが、ジャズ志向が強いバンドであったため脱退し、山下敬二郎とレッド・コースターズ、田川譲二とダブル・ビーツなどのバンドを渡り歩く。
1962年、寺内タケシとブルージーンズにヴォーカリストとして参加する。
1963年、恩地日出夫監督の『素晴らしい悪女』に映画初出演。その後も、1965年公開の『エレキの若大将』に勝ち抜きエレキ合戦の司会者役で出演し、「レディース&ジェントルメン、マイ・ネーム・イズ・ショーン・コネリー...なんてなことを言っちゃったりして」、「シャークス...シャーク（癪）な名前ですね」などのジョークを交えた軽妙なセリフと演技を披露した。
1960年代中頃から、ベンチャーズやビートルズの影響により、ロック色を強めた活動に転換していく。1966年6月のビートルズ日本公演では、尾藤イサオとのツインボーカル、バックにジャッキー吉川とブルーコメッツ、ブルージーンズを従えた特別編成のバンドで前座として出演（「ウェルカム・ビートルズ」など数曲を演奏）する。同年には大阪のジャズ喫茶・ナンバ一番で活動していたファニーズ、のちのザ・タイガースをスカウトする。内田は「沢田研二というか、タイガースに出会ったとき、オレにはない華やかさがあると思った。最初は『内田裕也とタイガース』という名前で売り出してやがて独立させた」と述べている。東京へ活動の場を移しジャズ喫茶・新宿ACBなどからステージ・再デビューや内田のバック・バンドを足がかりに活動を広げる計画を持ちかける。しかし諸事情で頓挫（）し、また、所属する渡辺プロダクションと自身の活動で軋轢（）が生ずる。内田は広い人脈を築き、裏方的な役割を志向するが、プロダクション配下で行う芸能活動と両立できず、また、会社側に提案したロック音楽プロデュースという役割も当時は理解されず退社の余儀ない状況に追い込まれる。
1967年、春頃から3か月ほどヨーロッパに渡る。オーストリア、ドイツ、イタリア、スペイン、イギリス、フランスを放浪し、クリーム、ジミ・ヘンドリックス、ピンク・フロイド、ジャニス・ジョプリンなどの新しいロックを体験する。その経験を活かし、同年11月に麻生レミをヴォーカルとして内田裕也とザ・フラワーズを結成し、ジャニス・ジョプリンやジェファーソン・エアプレインなどのカバーを中心に、ジャズ喫茶でのライヴ活動を展開する（レコード・デビュー前の音源として、一柳慧の「オペラ横尾忠則を唄う」〈正式な発売は1970年3月〉がある）。
1969年、1月にフラワーズのデビュー・シングル「ラスト・チャンス」、同年7月にはジャケットにメンバーのヌード写真を使用したアルバム「チャレンジ!」が発売されるが、志とは裏腹にセールスには繋がらなかった。
1970年、前年年末にフラワーズへ参加したジョー山中（ヴォーカル、元・4.9.1〈フォー・ナイン・エース〉）、石間秀樹（リードギター、元・ビーバーズ）によりサウンド面が強化され、1970年1月26日に開催されたコンサート「ロックンロール・ジャム'70」（同録音は後にレコード化される）では石間がシタールを使用するなど、意欲的な演奏であったが、同時期にメンバーの麻生レミと小林勝彦（スチール・ギター）が渡米のため脱退する。このため、メンバーを新たにピックアップして同年春にはフラワーズをフラワー・トラベリン・バンドとして再編成するが、自身はヴォーカルを降りてプロデュースを担当する。同年10月にデビュー・アルバム「Anywhere」を発表する。日本万国博覧会（通称・大阪万博）で出会ったバンド、ライトハウスのプロデュースを手掛けていたヴィンセント・フスコーが興味を持ったことやオリジナル曲によるアルバム製作も可能となったため、12月には自身とメンバーがカナダへと渡った。
1971年、4月に当時発足したばかりのワーナー・パイオニア（現：ワーナーミュージック・ジャパン）のアトランティック・レーベルから、フラワー・トラヴェリン・バンドとして2枚目のアルバムとなる『SATORI』を発売。その後、1972年2月にライトハウスのキーボード奏者ポール・ホファートのプロデュースによる3枚目のアルバム『Made in Japan』、1973年2月にはカナダより凱旋帰国後に行われた1972年9月16日の横須賀文化会館でのライブ音源に、スタジオ録音の新曲を加えた2枚組として4枚目のアルバム『Make Up』を発売するが、1973年4月の京都円山公園でのコンサートを最後にフラワー・トラベリン・バンドは活動を休止する。
1973年2月28日、日本ロックンロール振興会主催・第1回「ロックンロール・カーニバル」（渋谷公会堂）をプロデュース。出演はファニー・カンパニー、キャロル、クリエイション、内田裕也と1815ロックンロールバンド他に何故か國學院大學全學應援團が出演。お客は当時爆発的な人気を得ていたキャロル目当てだったが、キャロルの後にステージに登場したのが國學院大學全學應援團で、國學院大學の校歌を歌い「フレーっ、フレーっ、日ノ本」とエールを送る異様なステージを行い、客席も「シーン」となって多くの客が席を立った。次にステージに立ったのが内田裕也と1815ロックンロールバンドで、内田が三島由紀夫紛いのパフォーマンスを意図した演出だったが、應援團がステージ終了後に楽屋に押しかけ「利用された」「ギャラなどいらない」などと大暴れをし、吐き気の出るイベントとなった。
1973年、初のソロアルバム『ロックンロール放送局（Y.U.Y.A 1815KC ROCK'N ROLL BROADCASTING STATION）』を発表。10月には悠木千帆（現・樹木希林）と結婚。12月には年越しロックイベント「フラッシュ・コンサート」を開催する。
1974年8月にワンステップ・フェスティバル、1975年8月に第1回ワールドロック・フェスティバルの主催、ジェフ・ベックやニューヨーク・ドールズなどの来日に尽力するなど、1970年代中盤からは国外アーティストの招聘（）に労力を注いだ。ただし、トラブルメーカーの内田は、レイ・チャールズやルー・リードと喧嘩になったこともある。なお、矢沢永吉を殴ったという噂話は虚偽であり、真相は内田が矢沢を殴ろうと思ったが、矢沢が「一発殴ってください」と言ったために、彼を高く評価して殴ることをやめたという。川添象郎によると、内田裕也が初めて大麻を使用したのは川添の自宅で、裕也はけいれんを起こしていたという。
1970年代後半からは映画俳優としても活躍し、神代辰巳監督の『嗚呼!おんなたち 猥歌』では、本人のキャラクターを活かした歌手役を演じた。また、『コミック雑誌なんかいらない!』『魚からダイオキシン!!』では脚本・主演を兼ね、一定の評価を得た。
1979年1月、妻の樹木が『ムー一族』の打ち上げパーティーの席上、番組プロデューサーの久世光彦と番組出演者の不倫を暴露し騒動となる。騒動を聞きつけた内田はパーティー会場へ乗り込もうとするが、入店を断られたため店員と押し問答となった揚句、パトカーが出動する騒ぎを起こした。
1981年、離婚届を区役所に提出するも、樹木は離婚を認めず、訴訟となり、離婚無効との判決が下る。
1982年5月14日、青山タワーホールで、初めてのソロ（ワンマン）コンサート「遅れて来たアイドル・内田裕也ファーストコンサート」を開催。
1991年にはアントニオ猪木が一度出馬表明しながら撤回したことに触発され東京都知事選挙に立候補し、対立候補である浜田マキ子と共闘。政見放送の冒頭から10秒間の沈黙の後アカペラで「パワー・トゥ・ザ・ピープル」、後半にも「コミック雑誌なんかいらない!」を歌い、英語及びフランス語で主張を演説した。また選挙戦最終日の4月6日の街頭演説では対立候補である「鈴木俊一」と書かれたたすきを帯び、ほとんど演説をしないまま演奏に終始し、最後は「明日は投票日、絶対に入れないでください」との言葉で締めた。選挙公報は「NANKA変だなぁ! キケンするならROCKにヨロシク! Love&Peace Tokyo」とだけ手書きで書かれた物だった。マスコミへのアピール時に政策をフリップ（放送用の手書きボード）に書き込むことを求められた際、「GOMISHUSHUSHA NO TAIGUU O KAIZEN SURU」（ゴミ収集者の待遇を改善する）とローマ字で政策を書いた。以上、数々のエピソードを作り（この模様は映画『魚からダイオキシン!!』にて一部見ることができる）、メディアからは「売名出馬の泡沫候補」と批判され、結果的には落選したが、無所属（政党推薦候補除く）ではトップの票（5万4654票、16人中5位）を獲得した。
シンガーでありながら1985年に発売した「アニー FOR A CHEEK TIME（Annie For A Cheek Time）」以来シングル盤を発表していなかったが、2014年6月11日に29年ぶりとなるシングル盤をエイベックスから「シェキナベイベー」を指原莉乃（HKT48）とのコラボレーション・デュエットという形で発売した。
2017年11月には脱水症状を起こして緊急入院するなど、晩年は怪我や病気が続いたことで体力が低下し、自身が主催する恒例の年越しライブ「New Years World Rock Festival」では2017・18年と車椅子での出演となった。
2018年9月15日に妻の樹木と死別。その約半年後となる2019年3月17日5時33分、肺炎のため東京都内の病院で死去。79歳だった。
同年4月3日、青山葬儀場でお別れの会が開かれ、AI、堺正章、指原莉乃、竹中直人、ダイアモンド☆ユカイ、浅田美代子、鮎川誠、崔洋一、尾藤イサオ、DJ KOO、PANTA、田代まさし、郷ひろみ、氏神一番、巻上公一、秋元康、南部虎弾、ギュウゾウ、ビートたけし、美勇士ら950人が参列した。戒名は「和響天裕居士」。

## 各種ロックフェスティバル
- ワン・ステップ・フェスティバル(1974年～75年)

1974年7月31日から8月10日まで福島県郡山市で開催（その内のロックコンサートは8月4・5日と8～10日に実施）され、リタ・クーリッジ、オノ・ヨーコ、沢田研二、キャロル、ダウン・タウン・ブギウギ・バンド、サディスティック・ミカ・バンド、四人囃子など、数多くのアーティストが出演した。ロックコンサートの部分に関しては裕也と素人のブティック・オーナーとが共催したが、実質的な仕切りは裕也だった。翌1975年8月10日に第2回ワン・ステップ・フェスティバルに相当する「空飛ぶカーニバル」が郡山市で開催された。
- ワールド・ロック・フェスティバル・イーストランド(1975年～76年)

1975年8月3日から9日にかけて札幌・名古屋・京都・東京・仙台で順次開催され、8月7日の東京（後楽園球場）公演には、ニューヨーク・ドールズ、フェリックス・パッパラルディ、ジェフ・ベック、カルメン・マキ&OZ、四人囃子、クリエイション、イエローが出演した。1975年は各地で同様のロックイベントがあり、出演者も掛け持ちするため、各地の公演で出演者が微妙に異なる。一見大盛況のように見えたが、ロックファンの東京と地方の格差が大きくトータルでは赤字を出し、金銭的にピンチに陥った内田は妻・悠木千帆の稼ぎの八割を借金返済に充てた。この影響により翌1976年に第2回は開催はされたが、開催地は東京と札幌の2ヵ所になり、前年ほどは盛り上がらなかった。ワールド・ロック・フェスティバルに限らず、1975年は多数開催されたロックイベントが1976年にはがた減りしていた。第2回、1976年8月14日、札幌真駒内屋内スケートリンク。1976年8月21日、東京よみうりランド。出演者：札幌、スウィート、ロン・アンド・デリック＋ジム・ケルトナー＋クラウス・ブアマン、山内テツ、スマイラー、内田裕也他。東京：ロッキー・ホラー・ショー、山内テツ、カルメン・マキ&OZ、ジョーとグループ、紫、内海利勝、ファー・イースト・ファミリー・バンド、四人囃子、内田裕也他。内田は1976年7月に『報知新聞』のインタビューに応じ「日本のロックを考えたとき、誰かがやらなければいけない。ある意味で日本のロックは一時期の新劇みたいになる恐れがある。それを何とか食い止めなきゃならない。ロックのイデオロギーとは突っ張った生き方のことだ」「（毛嫌いしていると噂された吉田拓郎・井上陽水らが設立したフォーライフ・レコードに触れ）まず日本語でフォークをやっているということ、曲が分かりやすい。そして女のファンが多い。フォーライフはよくやったと羨ましく思う」「（直前に事件を起こした克美茂に対して）ヤツとは昔、神戸で一緒にロックをやっていた。ヤツはロックに人気がなくなると、人気のある歌謡曲の方へ転進していった。そこに今回の悲劇の始まりがあったと思う。人気がなくても自分の信じている音楽に惚れ込んで生きていたなら、あんなことにならなかったと思う」などと述べた。
- ニュー・イヤー・ロック・フェスティバル(1974年～)

内田裕也が始めた「打倒!NHK紅白歌合戦」をテーマとして、1973年12月に年越しロックイベント「フラッシュ・コンサート」を渋谷西武劇場（現：PARCO劇場）にて開催され、ニュー・イヤー・ロック・フェスティバルとして、裕也が亡くなった後も開催されている。開催会場は度々変わっている。
名称については「浅草ROCK'N'ROLL VOLUNTEER」、「スモーキン・クリーンコンサート」、「New Year Rock Festival」を経て、2007年からは「New Years World Rock Festival」の名称で実施。開催会場は一時は浅草の国際劇場やロックンロック、ロック座で行われた時期もあるが、2008年（36回）から東京会場は銀座の博品館劇場をメイン会場に据えるようになっている。2013年からは日本国内において2都市同時公演を東京と石巻（2015年は福島）で行っており、東北開催ではその地ゆかりのアーティストが参加している。
- ニュー・イヤー・ロック・フェスティバル参加者

内田の非常に幅広い交友関係を生かして、多くのアーティストが出演してきた。
【常連（古参）】白竜、シーナ&ザ・ロケッツ、THE NEWS、石橋勲BAND、頭脳警察（PANTA）、近田春夫／活躍中、氏神一番／カブキロックス、陣内孝則／ザ・ロッカーズ。他に故人となったジョー山中、桑名正博、安岡力也が生前は、ほぼ毎年参加していた。
【常連(若手）】カイキゲッショク、新月灯花、高木完、高樹町ミサイルズ（Vo.中村獅童）、原田喧太（原田芳雄の長男）／KATAMALI、美勇士（桑名正博の長男）／トライポリズムなど。
【常連以外】原田芳雄、宇崎竜童、かまやつひろし、ビートたけし、などが数回出演。ほかに沢田研二、萩原健一、キャロル、本木雅弘、RCサクセション、アナーキー、あぶらだこ、THE MODS、ルースターズ、HOUND DOG、P-MODEL、BOØWY、ラッツ&スター、ザ・スターリン、松田優作、JAGATARA、つんく♂、ヒカシュー、AI（カイキゲッショク・HIROの妻）、Zeebraなど。

## 家族
娘は内田也哉子、娘婿は婿養子となった本木雅弘である。
『SWITCH』誌にて、本木も含む家族全員の記念写真が掲載されたり、孫の七五三を報じるワイドショーでは、内田裕也は不在だったが、一家の祝い事を撮影するジョー山中の姿が全国にオンエアされたこともある。女優の内田伽羅は孫。

## エピソード
- 自身の自虐ネタにもなっている位にヒット曲といえるものはない。また、日本のロックの首領（）（関西では「関西のロック界の首領（）」と称される）とされているが、実態はほとんどない[39]。
- 『YOUNG GUITAR』1972年7月号での大瀧詠一との対談で「おれは、フォークとロックの違いというのは、結局Drugをやってるか、やってないかの違いだと思う。日本の場合だと、わりと健康、健康ムードで、LSDのようなものはヘビー過ぎてあれだろうけど、Grassぐらい別に日本でも売っておかしくない世の中になるんだと思う」と発言、大瀧に「Drugは、音楽する人には必要ないと思う」と反論された。これに内田は「アメリカではDrug常用者の80%がロック・ミュージックが好きだということを考えれば、日本でも。そういうことが絶対にあると思う」などと、日本での麻薬合法化を期待する発言を行なった[40]。
- 映画『花園の迷宮』で共演した島田陽子と不倫関係に入る。きっかけは同作品で内田が島田陽子をレイプする役どころであり、当初は島田も不信感を抱いていたところへ内田から「この撮影をしても、あなたの品位はなんら貶められません」と訴える長文の手紙が丁寧な字で届いた。島田は誠意が尽くされたその文面に心を動かされたという。また、撮影が終わると内田が花束を持って待っていてくれたりしたことから交際がスタート[41]。だが後に破局（DVもあった）。内田が1991年東京都知事選挙に出馬した際、島田は内田に選挙カーを提供するなどの支援をしたが、その際に方々から数億ともいわれる膨大な借金をし、破局後それに関するトラブルを多数引き起こす。これが現在に至るまで、内田の死後も尾をひくこととなり、女優としてのキャリアに暗い影を落とした[42][43]。
- 内田が主演を務めた日活ロマンポルノの映画『嗚呼!おんなたち 猥歌』（1981年、監督：神代辰巳）のヒロインに高畑淳子が抜擢されたが、撮影直前になって高畑が出演を取りやめた（代役は中村れい子）[44][45]。内田はこの件で高畑を許しておらず[44][45]、「会ったら蹴飛ばしてやろうと思ってんだけど、なかなか会わねぇんだよね」[46]「怒りは未だに収まらない」[44]「今思い出しても腹が立つ」[45]といった言葉を残している。
- 2011年4月6日に東日本大震災で被災した宮城県石巻市で炊き出しを行なった。ピザ・野菜スープ400食、ロックにちなんだバナナ690本、ミカン690個を被災者に配布した[47]。
- 先述の指原莉乃とのデュエット曲発売の関係で、2014年7月13日に福岡市の海の中道海浜公園で開催されたHKT48コンサート「可愛い子にはもっと旅をさせよ」に出演、「裕也」コールや「超絶かわいい裕也」など、アイドルのコンサートならではのかけ声を浴びた内田は出番を終えた後「俺の一生の中でも忘れられないコンサートになりました」と振り返った[48]。
- 『NHK紅白歌合戦』には出場歴がない（先述）一方、2013年9月13日放送のNHK総合テレビ『あさイチ』出演時、「いつか紅白に出て見返したい」と語った[49][50]。
- 代名詞ともいえるフレーズ「シェキナベイベー（シェキナ）」は『ロック・サーフィン・ホット・ロッド』収録の「ツイスト・アンド・シャウト」にて歌詞中の“Shake it up Baby”を歌ったもので、後にグッチ裕三のモノマネから広がって内田自身を代表するフレーズとなった。後にシングル「シェキナベイベー」のタイトルともなった。
- 萩原健一は裕也を評して「日本のロックに無軌道、日陰のイメージがついたのは裕也さんのせい。」と雑誌のインタビューで裕也を批判したことがある。
- ソロ転向後の桑名正博をプロデュースしていた寺本幸司が、作詞:松本隆・作曲:筒美京平コンビで『哀愁トゥナイト』を桑名に歌わせ、ヒットした[51]。するとかつて桑名が所属していたファニー・カンパニーをプロデュースしていた内田が、寺本宅に夜中の1時頃電話してきて、「お前は桑名を歌謡曲歌手にしやがったな！」と酔って大声で怒鳴り、寺本が「裕也さん、桑名はロックをやってると思いますよ」と返答したら、「何がロックだ！売れれば何でもいいのか、この裏切り者！」と罵り、「裕也さん、ロックに形はあるんですか。ロックはスピリッツがあるかどうかじゃないですか」と切り返したらガチャンと電話を切ったという[51]。その後小杉理宇造がカネボウ化粧品のキャンペーンソングの話を持ち込んで来た時には、これをやったらますます歌謡曲寄りになり、内田に殴り込まれるかも知れないという恐怖を感じたが、「歌手を止めさせて（家業の）桑名興行の跡取りにする」（桑名は桑名興行からずっと役員報酬を受け取っていた）と迫った桑名の父親に「日本一の歌手にします！」と啖呵を切ったこともあり、寺本はその誘惑に負け、これを承諾した[51]。
- フォークソングやニューミュージックを自身の男の美学に反するものとして[52]、"しみったれた音楽""軟弱"と決めつけ[52]、生涯に亘り、批判し揶揄の対象にし続けた[52][53][54]。中でも最も敵対視したのが吉田拓郎[52]。1970年代の日本の音楽シーンには「ロックvs.フォーク」というべき戦いがあり[52][55]、拓郎を筆頭にフォークというジャンルに位置付けられることの多い幾多のミュージシャンが[52]、綺羅星の如く名曲の数々を生み出して[52]、日本の一大ムーブメントとなっていたことに比べ[52]、内田が音頭を執るロックというジャンルに位置付けられることの多いミュージシャンは[52]、なかなかメジャーに浮上出来ず[52]。女性ファンは勿論、同性からも好かれる拓郎はガキ大将のような存在で[52]、連日、原宿「ペニーレーン」などに同業ミュージシャンを引き連れて飲み歩き[52]、同じ原宿「クロコダイル」[56]等を遊び場としていた内田にとっても目障りな存在[52]。いつも何か理由を探しては喧嘩を売る準備をしていた[52]。拓郎は元々、自身はフォークではないと考えていたため[52]、内田の存在を気にしていなかったが[52]、週刊誌に浅田美代子と拓郎の熱愛が報道されると内田はここぞとばかり、「懲らしめてやる」と樹木希林とともに「ペニーレーン」に乗り込み、拓郎を問い質したが「真剣に付き合っています」と言われため、この時は矛を収めざるを得なかった[52]。しかしこれだけでは気が収まらず、拓郎は浅田と結婚後、顔を殴られ自宅に帰って来て、びっくりする浅田に「裕也とその一派にやられた。アイツはずるい。自分じゃやらずに体の大きな弟分にやらせる」と言った[52]。まるで子供同士の戦いに浅田は呆れて、どちらに加担する気も起きず、それ以上の詮索はしなかったという[52]。
- 2011年に『俺の知らない内田裕也は俺の知ってる宇宙の夕焼け』と『誰もがエリカを愛してる』と、内田と沢尻エリカのオマージュアルバムを発表したあがた森魚は「ずっと2人のことが気になってた。どこか似てるんだよ。スキャンダラスってことじゃないよ。イノセントで愛らしくて。何ごとが叫んでいるんだけど、社会に受け入れられず、孤立感があって……。沢尻エリカさん、現代の乙女の悲しみ、心もとなさを体現しているように見える」などと評した[57]。

## 法的問題
- 1977年9月に佐世保警察署に大麻取締法違反の疑いで逮捕され（事情聴取後、起訴猶予処分）[58][59][60][61]、釈放後の『週刊文春』のインタビューでは「マリワナに関して、くどくど弁解などしたくない。オレは10年前からやってるわけで、いつかはやられるだろうと思ってた。ただね、ひとつだけ言っとくと、あれによって音楽が変わるかというけど、そんなにたいそうなもんじゃないよ。まあ、アルコールは人を攻撃的にするよね。酔うと悪口の言い合いになったりする。その点マリワナは、決して攻撃的にならない。やさしく包んでくれる。そういう意味では、アルコールよりも健康的なわけで、ただそれだけのことだよ」と述べた[61]。
- 2011年5月13日、交際中の女性に別れ話をされた際に女性を脅迫し、女性の自宅に侵入した容疑で逮捕された。具体的には4月2日、交際していた50歳の女性会社員に別れ話を持ちかけられ、復縁を迫ろうと「会社に連絡した。内容は、暴力団と交際している。アブリ[注釈 4]をやっている。まだ実名は言ってない!よく考えて一週間以内にTELLを!今ならまだ間に合う!」(原文ママ）などと書いた文章を女性宅のポストに投函した。さらに同月19日、女性宅を自分の家と偽って鍵屋に頼んで鍵を無断で交換した上に宅内に侵入した。帰宅した女性が、玄関の鍵が開かないことを不審に思っているところに内田が部屋の中から出てきたという[62]。女性は110番通報し、警視庁原宿署は両者から事情を聴いた上で5月13日に強要未遂と住居侵入の疑いで内田を逮捕した。なお、同年3月にもストーカー行為を110番通報されており、4月には被害届も提出されていた。5月31日、起訴猶予処分で原宿署から釈放され[63]、6月3日に銀座博品館劇場にて謝罪会見を行った[64][65]。

## 作品

### シングル
- ひとりぼっちのジョニー／ヤング ワン（1963年）
- 破れたハートを売り物に／メダルのジョーイ（1963年）
- 悲しき悪魔／キューティー・パイ（1963年）
- ブルージーンと皮ジャンパー／ジプシー・キャラヴァン（1964年）
- ラスベガス万才／ロール・オーバー・ベートーベン（1964年）
- スイムで行こう／ラン ラン ラン（1965年）
「スイムで行こう」はエルヴィス・プレスリー、「ラン ラン ラン」はザ・ジェスチャーズ（英語版）の楽曲。
- マンジョキロックンロール／ジョキ安ブギ（内田裕也と1815ロックンロールバンド名義）（1974年）
- きめてやる今夜（Gonna Make It Tonight）／レッツ・ツイストNo.1（Let's Twist No.1）（1977年）[注釈 5]
- いま、ボブ・ディランは何を考えているか（What's Happening, Mr.Dylan?）／アニーよ銃をとれ!（Annie Get Your Guns）（1978年）
- 無礼講（Sake,Women & My Life）／ONE NIGHT ララバイ（One Night Lullabye）（1979年）
- 長いお別れ（The Long Goodbye）／さらば愛しき女よ（Farewell My Lovely）（1982年）
- 雨の殺人者（Killer In The Rain）／ローリング・オン・ザ・ロード（テーマ・オブ「ロックンロールBAKA」）（1982年）
- アニー FOR A CHEEK TIME（Annie For A Cheek Time）（1985年）／コミック雑誌なんかいらない（No More Comics）（1985年）
- シェキナベイベー（内田裕也feat.指原莉乃名義）（2014年）

### アルバム
- ロック・サーフィン・ホット・ロッド（尾藤イサオ+内田裕也）（1964年）
- レッツ・ゴー・モンキー（尾藤イサオ+内田裕也）（1965年）
- Challenge!（内田裕也とフラワーズ）（1969年）
- ロックンロール放送局（Y.U.Y.A 1815KC ROCK'N ROLL BROADCASTING STATION）（1973年）
- エキサイティング! ロックンロールパーティ（内田裕也と1815スーパーロックンロールバンド）（1973年）
- HOLLYWOOD（内田裕也 & ザ・ヴェンチャーズ）（1975年）
- ア・ドッグ・ランズ（1978年）
- さらば愛しき女よ（1981年）
- NO MORE COMICS（1985年）

## 出演作品

### テレビドラマ
- ザ・ガードマン（1966年、大映テレビ室・TBS）第87話「檻の中の女」
- 三匹の侍 第5シリーズ 第5話「獣」（1967年、フジテレビ） - ふうてんの仙太 役
- 七人の刑事（1978年・TBS）第28話「悲しきチェイサー」
- 翔んでる警視（1986年・TBS）
- スターライト・キッズ 新・北斗七星伝説（1988年・TBS）
- 美少女新世紀 GAZER（1998年・テレビ朝日）第4話・第5話
- 警視庁捜査二課・郷間彩香 特命指揮官（2016年） ‐ 伊藤重太郎 役

### 映画
- 素晴らしい悪女（1963年）
- エレキの若大将（1965年）
- クレージーだよ奇想天外（1966年）
- お嫁においで（1966年）
- パンチ野郎（1966年）
- リオの若大将（1968年）
- コント55号 世紀の大弱点（1968年）
- 恋のつむじ風（1968年）
- 昭和元禄 TOKYO・196X年（1968年）
- ザ・タイガース 華やかなる招待（1968年）
- ドリフターズですよ! 特訓特訓また特訓（1969年）
- ドリフターズですよ!全員突撃（1969年）
- 野蛮人のネクタイ（1969年）
- キャロル（1974年）
- 炎の肖像（1974年）
- 不連続殺人事件（1977年）
- 実録不良少女 姦（1977年）
- 新宿乱れ街 いくまで待って（1977年）
- 最も危険な遊戯（1978年）
- エロチックな関係（1978年）[66]
- 桃尻娘 ピンク・ヒップ・ガール（1978年）
- 餌食（1979年）
- スーパーGUNレディ ワニ分署（1979年）
- 夢一族 ザ・ライバル（1979年）
- 赤い暴行（1980年）
- 少女娼婦 けものみち（1980年）
- ヨコハマBJブルース（1981年）
- 無力の王（1981年）
- 嗚呼!おんなたち 猥歌（1981年）
- 水のないプール（1982年）
- コールガール（1982年）
- さらば相棒（1982年）
- 十階のモスキート（1983年）
- 戦場のメリークリスマス（1983年）
- コミック雑誌なんかいらない!（1986年）
  - 『キネマ旬報賞』主演男優賞、『報知映画賞』主演男優賞、『毎日映画コンクール』脚本賞[注釈 1]
- さらば愛しき人よ（1987年）
- 花園の迷宮（1988年）
- 座頭市（1989年）
- ブラック・レイン（1989年）
- 魚からダイオキシン!!（1992年）
- エロティックな関係（1992年）
- 共犯者（1999年）
- 修羅のみち2 関西頂上作戦（2002年）- 蛇島勝年 役
- 実録・安藤昇侠道伝 烈火（2002年）
- すてごろ 梶原三兄弟激動昭和史（2003年） - 『少年マガジン』編集長 牧野武朗 役
- 赤目四十八瀧心中未遂（2003年）
- IZO（2004年）
- ザ・ゴールデン・カップス ワンモアタイム（2004年）
- JOHNEN 定の愛（2008年）
- 総長を護れ（2010年） - 六代目渋谷一家総長 板倉ケイジロウ 役
- 星くず兄弟の新たな伝説（2018年）

### コンサート
- ザ・ビートルズ日本公演 (前座) (1966年)
- Dream Power ジョン・レノン スーパー・ライヴ (2003年)
- きめてやる今夜(沢田研二とのジョイント公演、2009年)東京・渋谷Ｃ．Ｃ．レモンホール

### CM
- ビッグジョン「天然インディゴ」
- マンダム｢GATSBY｣（娘婿の本木雅弘との共演、1996年）
- リクルート「ゼクシィ Get Old with Me」（妻の樹木希林との共演）[67]
- 大日本除虫菊「タンスにゴン」（ちあきなおみとの共演、1991年）
- スニッカーズ
- イシダ
- セレミューズ株式会社 (2015年11月1日- 、近畿地方のみ放映)[注釈 6]
- 日清食品「日清焼そばU.F.O.」（2018年）
- サンコーインダストリー - CMは内田の没後も放映され、画面下部には内田の冥福を祈る旨のテロップが挿入されている。

### MV
- KOBerrieS「チグハグコミュニケーション」（2015年9月2日）[68]

### その他
- 絶対に笑ってはいけない熱血教師24時（友情出演）

## 著書
- 中村とうよう（編）、1974年8月5日『音楽をどう生きるか : 内田裕也対談集』創樹社。
- 「俺はロッキンローラー」 高平哲郎構成 講談社 1976年（2009年、復刻版として廣済堂文庫より発売）
- 「JOHNNY TOO BAD 内田裕也」モブノリオ／内田裕也 文藝春秋 2009年
- 「内田裕也俺は最低な奴さ」 白夜書房 2009年
- 「ありがとうございます」 幻冬舎アウトロー文庫 2014年